# Tatjana Tsjernova
Tatjana Sergejevna Tsjernova (Russisch: Татья́на Серге́евна Черно́ва) (Krasnodar, 29 januari 1988) is een Russische meerkampster, die in haar juniortijd in deze discipline twee wereldtitels veroverde. Vijf jaar later, in 2011, had zij zichzelf zodanig ontwikkeld, dat zij die titel ook bij de senioren wist te veroveren. In 2016 werd die titel haar echter weer ontnomen, nadat via hertests van eerder afgenomen urinemonsters was vastgesteld dat zij de dopingregels had overtreden.

## Loopbaan
Op 22 juni 2005 vestigde Tsjernova op de zevenkamp in Tsjeljabinsk met 5991 punten een wereldrecord voor junioratletes onder de achttien jaar. Een maand later werd ze wereldkampioene bij de B-junioren met 5875 punten. In 2006 won ze in Peking opnieuw de wereldtitel, maar ditmaal bij de A-junioren.
De Russin kwam tijdens de Meeting International op 2 juli 2007 in het Franse Arles tot 6768 punten, wat een dik wereldjuniorenrecord zou hebben betekend, ware het niet dat de stormwind op de 100 m horden (+6,1 m/s) en de 200 m flink had meegeblazen. Op het WK van 2007 in Osaka sloeg ze uiteindelijk de 800 m over, waardoor ze niet in het eindklassement kwam.
Haar beste prestatie tot dan toe leverde Tatjana Tsjernova op de Olympische Spelen in Peking in 2008, waar zij achter de Oekraïense Natalja Dobrynska (goud met 6733 p) en de Amerikaanse Hyleas Fountain (zilver met 6619 p) de bronzen medaille veroverde met een puntenscore van 6591. Deze medaille werd Tsjernova in 2016 ontnomen vanwege dopinggebruik. Een jaar later werd zij bij de wereldkampioenschappen in Berlijn achtste met 6288 punten.

## Doping
Na het hertesten van monsters die waren afgenomen ten tijde van de WK in 2009, werd in januari 2015 vastgesteld dat Tsjernova de dopingregels had overtreden. Als gevolg hiervan werd zij met terugwerkende kracht vanaf 22 juli 2013 voor twee jaar geschorst. Bovendien werden al haar resultaten tussen 15 augustus 2009 en 14 augustus 2011 geschrapt. In maart 2015 tekende de IAAF hiertegen beroep aan bij het Hof van Arbitrage voor Sport (CAS), onder meer vanwege de vreemde discrepantie tussen de geschrapte resultaten en de schorsingsperiode. Hierdoor bleef haar deelname aan de WK in 2011 onaangetast, terwijl de haar opgelegde schorsing aanving luttele weken nadat zij goud had gewonnen op de universiade. Na nieuwe bloedanalyses en hertests werden in november 2016 ook over de periode 2011 en 2012 afwijkingen in haar biologisch paspoort aangetroffen. Op grond hiervan heeft het CAS besloten om haar de in die periode veroverde medailles eveneens af te nemen.
Tatjana Tsjernova is aangesloten bij de atletiekvereniging Yunost Rossii.

## Titels
- Wereldkampioene zevenkamp - 2011
- Wereldkampioene junioren zevenkamp - 2006
- Wereldkampioene B-junioren zevenkamp - 2005
- Universitair kampioene zevenkamp - 2013

## Persoonlijke records

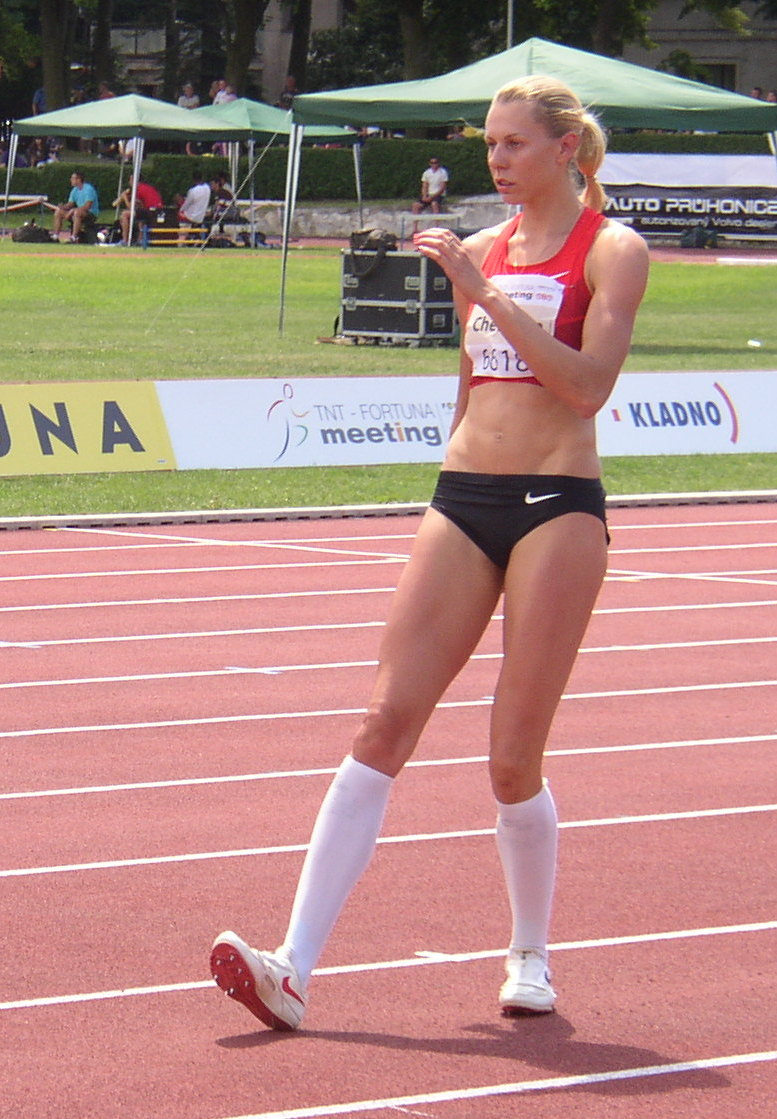
Tatjana Tsjernova (Kladno 2011)

Outdoor
| Onderdeel    | Prestatie | Datum               | Plaats     |
| ------------ | --------- | ------------------- | ---------- |
| 200 m        | 23,49 s   | 26 mei 2012         | Götzis     |
| 800 m        | 2.06,50   | 16 augustus 2008    | Peking     |
| 100 m horden | 13,32 s   | 15 juni 2011        | Kladno     |
| 400 m horden | 56,14 s   | 30 juni 2007        | Zjoekovski |
| hoogspringen | 1,87 m    | 19 juni 2007        | Toela      |
| verspringen  | 6,82 m    | 29 mei 2011         | Götzis     |
| kogelstoten  | 14,17 m   | 30 augustus 2011    | Daegu      |
| speerwerpen  | 54,49 m   | 14 juni 2006        | Toela      |
| zevenkamp    | 6880 p    | 29/30 augustus 2011 | Daegu      |

Indoor
| Onderdeel    | Prestatie | Datum            | Plaats  |
| ------------ | --------- | ---------------- | ------- |
| 800 m        | 2.10,10   | 16 februari 2008 | Tallinn |
| 60 m horden  | 8,02 s    | 22 februari 2012 | Moskou  |
| hoogspringen | 1,86 m    | 3 februari 2010  | Penza   |
| verspringen  | 6,72 m    | 3 februari 2010  | Penza   |
| kogelstoten  | 14,54 m   | 3 februari 2010  | Penza   |
| vijfkamp     | 4855 p    | 3 februari 2010  | Penza   |

## Prestaties

### vijfkamp
- 2008: 7e WK indoor - 4543 p
- 2010:  WK indoor - 4762 p
- 2012: 7e WK indoor - 4543 p

### zevenkamp
- 2005:  WK B-junioren - 5875 p
- 2006:  WK U20 - 6227 p
- 2007: DNF WK

- 2008:  OS - 6591 p
- 2008:  IAAF World Combined Events Challenge - 19575 p
- 2009: 8e WK - 6288 p
- 2010: 4e EK - 6512 p
- 2010:  IAAF World Combined Events Challenge
- 2011:  WK - 6880 p
- 2011:  IAAF World Combined Events Challenge
- 2012:  Hypomeeting - 6774 p
- 2012:  OS - 6628 p
- 2012:  IAAF World Combined Events Challenge
- 2013: 4e Hypomeeting - 6284 p
- 2013:  Universiade - 6623 p